# Я, сын трудового народа (фильм)
«Я, сын трудового народа» — советский двухсерийный телевизионный фильм 1983 года режиссёра Владимира Стрелкова по мотивам одноимённой повести Валентина Катаева.

## Сюжет
Украина, февраль 1918 года. После четырёх лет войны в родное село с Георгиевским крестом на груди возвращается артиллерист Семён Котко. Он ещё до войны сватался к Софье — красавице-дочке своего односельчанина фельдфебеля Никанора Ткаченко, но тот не захотел выдавать дочь за сына бедняка-кузнеца, несмотря на то, что Софья полюбила Семёна.
После революции ситуация изменилась, селяне получают землю и скотину экспроприированную у местного помещика пана Клембовского. Семён снова засылает сватов — главу первого сельского Совета Трофима Ременюка и матроса Василия Царёва. Никанор Ткаченко соглашается на брак дочери с Семёном Котко.
По договору Украинской державы и Германии в страну вводится немецкая армия и летом 1918 года в село приходит новая власть — офицер фон Вирхов, сын местного помещика пан Клембовский. Ткаченко становится старостой и начинает своё правление в селе с показательной казни Царёва и Ременюка. Семён с молодым односельчанином Миколой уходят в лес к партизанам. Отряд быстро растёт, превращаясь в партизанскую бригаду, и примыкает к Красной армии.

## В ролях
- Сергей Маковецкий — Семён Котко
- Елена Кондратьева — Софья
- Валентина Хмель — Фрося, младшая сестра Семёна Котко
- Алексей Золотницкий — пан Клембовский, помещик
- Елена Борзова — Люба
- Анатолий Рудаков — Василий Царёв, матрос-черноморец, большевик
- Николай Слёзка — Трофим Иванович Ременюк, политкаторжанин, председатель сельсовета
- Жорж Новицкий — Никанор Васильевич Ткаченко
- Константин Шафоренко — Микола Ивасенко
- Наталья Дубровская — мать Семёна
- Альгимантас Масюлис — фон Вирхов
- Владимир Наумцев — Зиновий Петрович
- Иван Матвеев — Григорий Иванович
- Борис Молодан — Кузьма Васильевич

В эпизодах: Муза Крепкогорская, Рудольф Мухин, Олег Измайлов, Дмитрий Вершинин, Агафья Болотова и другие.
Текст от автора читает Евгений Матвеев.

## Дополнительно
Первая главная роль в кино актёра Сергея Маковецкого.

Причем (вот он, знак судьбы!) в своей первой главной роли — Семена Котко («Я, сын трудового народа», 1983) — актер сдержанно «размялся» на темах, сделавших его культовым актером 1990-х: верность родному дому, оскверненная любовь, «роман» с оружием.— Кино России: актерская энциклопедия, Том 2, 2008
Съёмки велись в усадьбе Дубецких-Панкеевых в селе Васильевка Одесской области.
Фильм снят по повести «Я, сын трудового народа…» написанной Валентином Катаевым в 1936 году, названием повести служит первая фраза воинской присяги Красной армии.